# Coelinidea baldufi
Coelinidea baldufi är en stekelart som beskrevs av Riegel 1982. Coelinidea baldufi ingår i släktet Coelinidea och familjen bracksteklar. Inga underarter finns listade i Catalogue of Life.